# Cessna 180
De Cessna 180, ook wel aangeduid als Cessna 180 Skywagon, is een lichtgewicht sportvliegtuig van vliegtuigfabrikant Cessna.
Het was (en is) een erg populair vliegtuig voor recreatiedoeleinden.
Ook voor bushflying is het vliegtuig ingezet, en er zijn ook versies uitgerust als watervliegtuig met drijvers.
Het is een verbetering van de Cessna 170 met een sterkere 230 pk zescilinder Continental O-470 motor en werd door Cessna verkocht onder de naam Skywagon.
Na het stoppen van de productie in 1981 is de C180 opgevolgd door zijn moderne variant, de Cessna 182.

## Varianten
Cessna heeft de types 180 en 180 A-K geproduceerd, die weinig van elkaar verschilden. De types 180A - 180F hadden ten opzichte van de 180 een 45 kg hoger maximum startgewicht van 1202 kg. De types 180G - 180K hadden een maximum startgewicht van 1270 kg. 

### Cessna 185 Skywagon
De Cessna 185 is qua afmetingen identiek aan de 180, maar heeft een verstevigde romp met een groter verticaal staartvlak. De 185 werd geleverd met krachtiger continental zescilinder motoren van 260-300 pk. Tussen 1961 en 1985 zijn er van de 185 Skywagon 4400 exemplaren geproduceerd

## Trivia
- Era Alaska, het luchtvaartbedrijf uit de documentaire-serie Flying Wild Alaska, is ooit begonnen met een Cessna 180H (N91361) van Jim Tweto. Nu is het een grote luchtvaartmaatschappij in West-Alaska met bijna 75 vliegtuigen.

## Afbeeldingen

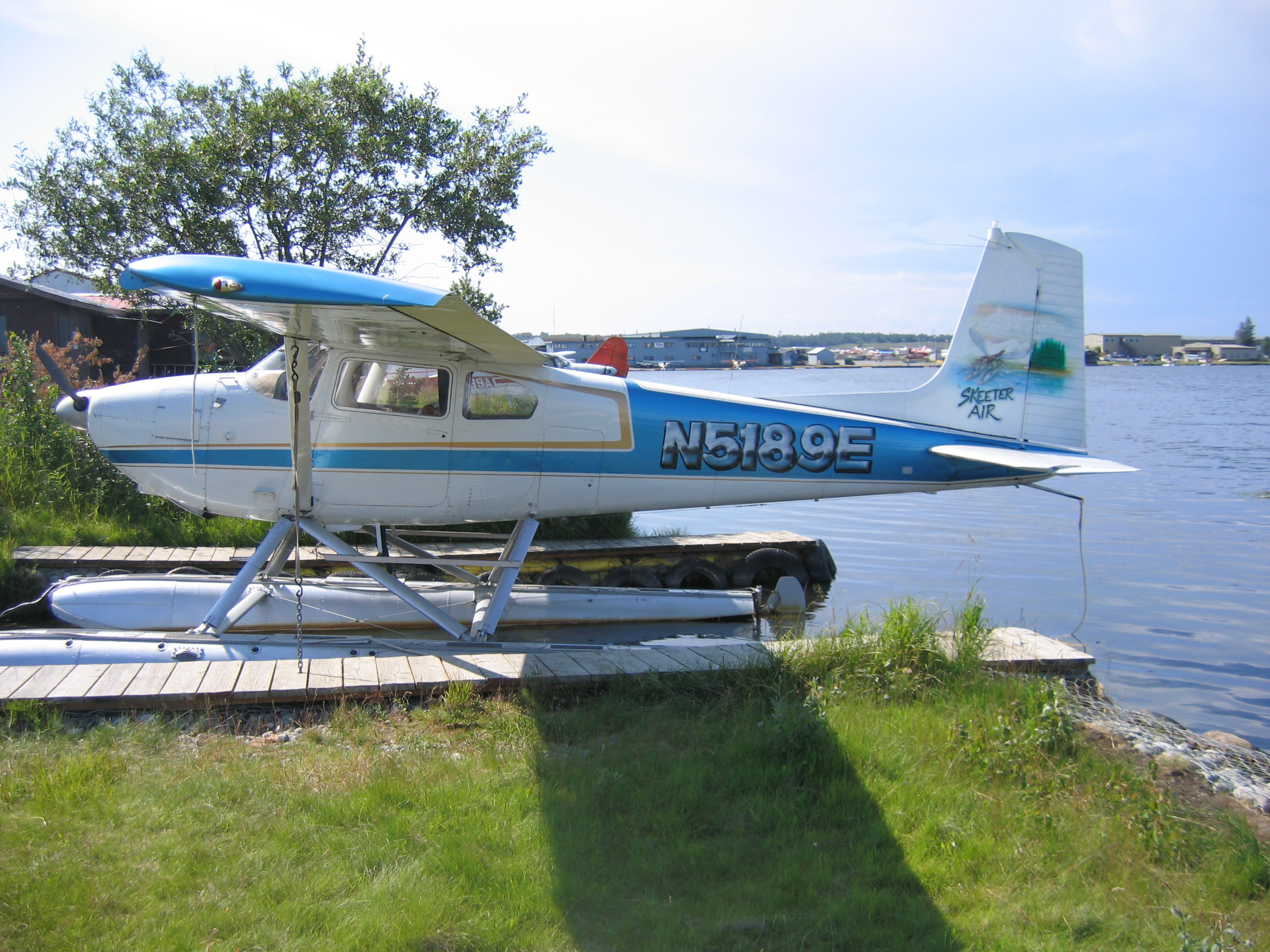
C180B op drijvers
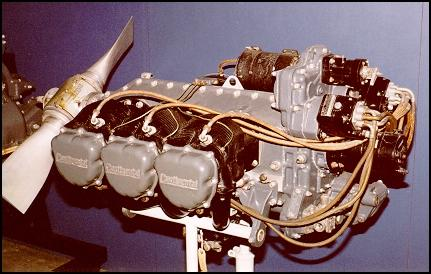
Een Continental O-470-motor
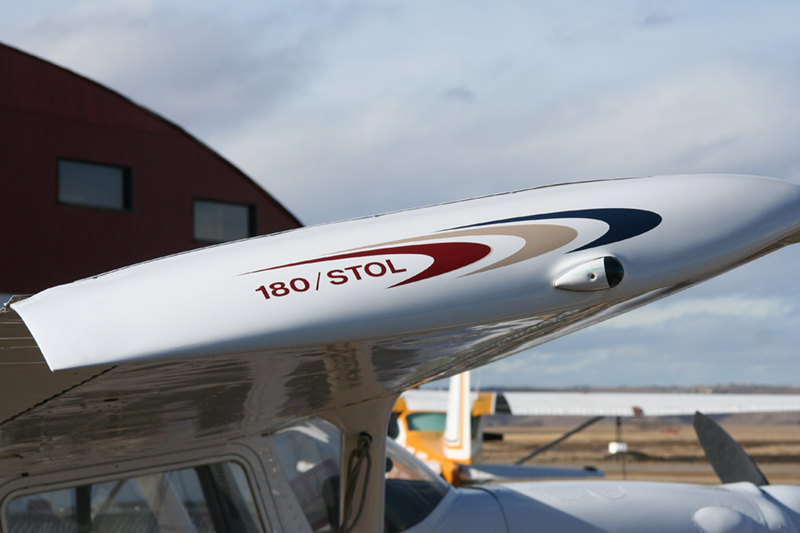
C180STOLtip